# خوسه سالوادور سانچیس
خوسه سالوادور سانچیس (اسپانیایی: José Salvador Sanchis‎؛ زادهٔ ۲۶ مارس ۱۹۶۳) دوچرخه‌سوار اهل اسپانیا است. وی در بازی‌های المپیک تابستانی ۱۹۸۴ شرکت کرده است.